# Sobekhotep IV.
Kaneferre Sobekhotep IV. je bil eden od najmočnejših faraonov Trinajste egipčanske dinastije, ki je vladal najmanj osem let, verjetno okoli deset let okoli 1733-1724 pr. n. št. ali okoli 1694-1685 pr. n. št. Njegova predhodnika sta bila njegova brata Neferhotep I. in Sihator. Slednji je vladal samo nekaj mesecev.
n 1733 bis um 1724 v. Chr. oder um 1694 bis um 1685 v. Chr.[1] regierte. 
Zapis na steli, ki so jo odkrili v Amonovem templju v Karnaku, pravi, da je bil rojen v Tebah. Omenjen je na relativno veliko spomenikih, predvsem na stelah, kipih, pečatih in drobnih predmetih. Zgradil je več zgradb v Abidosu in Karnaku.

## Družina
Sobekhotep je bil sin 'božjega očeta' Haankhefa in 'kraljeve materer' Kemi.  Njegov stari oče je bil vojak mestnega regimenta Nehija. Stara mati se je imenovala Senebtisi. Sobekhotep je imel verjetno več žen, od katerih je zanesljivo znana samo Tjan. Znanih je več njegovih otrok. S Tjan je imel Amenhotepa in Nebetiunet, z materjo, katere ime ni znano, pa sinove Sobekhotep Miuja, Sobekhotep Džadža in Haankef Iikernofreta.

## Dvor
V primarnih virih iz obdobja Neferhotepa I. je veliko podatkov o Sobekhotepovem dvoru, ker je v  državni upravi nadaljeval politiko svojega brata. Njegov vezir je bil Neferkare Iimeru, zakladnik Senebi in visoki spremljevalec Nebank.

## Dokazi
Faraonova stela, najdena v Karnaku, poroča o njegovih donacijah Amon-Rajevemu templju v Karnaku. V Karnaku so njegovo ime odkrili tudi na podpornikih vrat, ki dokazujejo njegovo gradbeno dejavnost. Na restavriranem napisu na kipu faraona Mentuhotepa II. v Abidosu je na kamnitih blokih v, ki dokazujejo njegovo gradnjo v lokalnem templju. Vezir Neferkare Iimeru na enem od svojih kipov poroča, da je zgradil kanal in "hišo milijonov let" za faraona. Kip vezirja so odkrili v Karnaku, kar bi lahko pomenilo, da je zgradba stala prav tam.
V šestem letu vladanja je poslal odpravo v rudnike ametista Vadi El Hudi v južnem Egiptu. Odprava je dokazana na štirih stelah v Vadi el-Hudiju. Stela iz Vadi Hammamata je iz devetega leta njegovega vladanja.
Sobekhotep IV. je bil pokopan morda v Abidosu, kjer je Josef W. Wegner s  Pennsilvanijske univerze ob pokopališkem kompleksu Senusreta III. iz Dvanajste dinastije odkril ogromno grobnico S10. Grobnico so sprva pripisovali faraonu Sobekhotepu I., njen slog pa kaže, da je verjetneje pripadala Sobekhotepu IV.

## Vladanje
Sobekhotep IV. je bil eden od najmočnejših vladarjev Trinajste dinastije. Njegova oblast v Memfisu, srednjem Egiptu in Tebah je dobro dokazana v zgodovinskih zapisih, vse pa kaže, da v Spodnjem Egiptu ni vladal. Egiptolog Kim Ryholt trdi, da je v tistem času v vzhodni delti Nila že vladala Štirinajsta dinastija.
N. Moeller in  G. Marouard v nasprotju z njim trdita, da je v tem času v vzhodni delti Nila vladal hiški kralj Hajan iz Petnajste dinastije. Svojo trditev utemeljujeta s pomembnimi najdbami v  upravni zgradbi iz Dvanajste dinastije (Srednje kraljestvo) v Tel Edfuju v Gornjem Egiptu, ki je bila v rabi neprekinjeno od zgodnjega drugega vmesnega obdobja do Sedemnajste dinastije, ko so na njenih ostankih zgradili dvorišče velikega silosa.